# Winterhof (Hemer)
Winterhof ist als ein Teil der ehemals selbstständigen Gemeinde Frönsberg in Nordrhein-Westfalen seit dem 1. Januar 1975 ein Ortsteil der Stadt Hemer.
Winterhof liegt im Stephanopeler Tal zwischen den Ortschaften Sundwigerbach und Stephanopel. Die Siedlung liegt am Sundwiger Bach, der als Oese durch die Hemeraner Innenstadt fließt und in Menden in die Hönne mündet. Winterhof ist umgeben vom Ronsberg (434 Meter ü. NHN) im Westen und vom Hochgiebel (482 Meter ü. NHN) im Osten.
Beliebtes Ausflugsziel in Winterhof war eine gleichnamige Gaststätte, die 2007 abgerissen wurde.